# HD 72659 b
HD 72659 b ist ein Exoplanet, der den gelben Zwerg HD 72659 mit einer Umlaufperiode von etwa 8,7 Jahren umkreist. 
Er wurde von Butler et al. im Jahr 2002 mit Hilfe der Radialgeschwindigkeitsmethode entdeckt. Der Exoplanet umkreist seinen Stern in einer Entfernung von ca. 4 Astronomischen Einheiten bei einer Exzentrizität von 0,2 und hat eine Masse von mindestens etwa 3 Jupitermassen.